# Joe Estevez
Joseph „Joe“ Estevez (* 13. Februar 1946) ist ein amerikanischer Schauspieler, Regisseur und Produzent. Er ist der jüngste Bruder des Schauspielers Martin Sheen und der Onkel von Emilio Estevez und Charlie Sheen. Sein Filmwerk setzt sich überwiegend aus B-Filmen, Independent- und Direct-to-Video-Produktionen zusammen. Bisher trat er in über 285 Produktionen auf.

## Karriere
Joe Estevez wurde in Dayton, Ohio, als Sohn eines katholischen Vaters, Francisco Estévez (1898–1974), und einer irischen Mutter, Mary Anne (geb. Phelan) (1903–1951), geboren. Er ist eines von zehn Kindern. Er besuchte die Chaminade-Julienne-High School, eine katholische Schule in Dayton. Nach seinem Abschluss meldete er sich bei der Navy an.
Nach seinem Dienst bei der Navy begann Estevez in den frühen 1970er Jahren eine Schauspielkarriere. Er verwendete zunächst den Mädchennamen seiner Mutter, bevor er sich wieder in Estevez umbenannte. Im Laufe seiner Karriere trat Estevez in zahlreichen Film- und Fernsehproduktionen, in Haupt- und Nebenrollen, auf.
Darüber hinaus arbeitet er als Synchronsprecher und tritt in Theaterstücken auf.

## Privat
Estevez war zweimal verheiratet. 1978 heiratete er seine erste Frau, aus dieser Ehe stammten drei Töchter. Seine zweite Frau ist die Schauspielerin Constance Anderson, die er 2004 heiratete.

## Filme (Auswahl)
- 1974: California Kid
- 1975: Abenteurer auf der Lucky Lady (Lucky Lady)
- 1979: Apocalypse Now (nicht im Abspann erwähnt)
- 1984: Das Mädchen des Monats (I Married a Centerfold)
- 1986: The Zero Boys
- 1987: Terminal Exposure (Lenny’s turbulenter Sommer)
- 1988: Human Error (Das MI-8 Projekt)
- 1989: The Platinum Triangle
- 1989: Murder in Law (Der Todesengel von San Francisco)
- 1990: Soultaker
- 1990: Lockdown
- 1991: The Roller Blade Seven
- 1992: Armed for Action (Kronzeuge im Kreuzfeuer)
- 1992: Eddie Presley
- 1992: Return of the Roller Blade Seven
- 1992: The Legend of the Roller Blade Seven
- 1993: In a Moment of Passion (In der Haut des Killers)
- 1993: Dark Universe (Saurier-Horror aus dem Weltraum)
- 1994: Double Blast
- 1994: Infernal Soldier (The Mosaic Project)
- 1995: Little Lost Sea Serpent
- 1995: Baby Ghost
- 1996: American Tigers
- 1996: Toad Warrior – Hell Comes to Frogtown III
- 1996: Werewolf
- 1997: The Way We Are (Quiet Days in Hollywood)
- 1998: I Got the Hook Up
- 1998: No Code of Conduct
- 1999: 14 Ways to Wear Lipstick
- 2000: The Catcher
- 2001: Shattered Faith
- 2002: Max Hell: Frog Warrior
- 2002: Deathbed
- 2003: Spanish Fly
- 2003: Hitman City
- 2003: Summer Solstice
- 2003: Minds of Terror
- 2004: Vampire Blvd.
- 2004: I.R.A.: King of Nothing
- 2005: Resurrection Mary
- 2006: Inner Rage
- 2008: Withered One
- 2009: Untitled Horror Comedy
- 2009: Dead in Love
- 2009: La Femme Vampir
- 2010: Horrorween (auch Regie)
- 2010: Iron Soldier
- 2011: Not Another B Movie
- 2012: Suicide Poet
- 2015: Samurai Cop 2: Deadly Vengeance
- 2016: Enter the Samurai
- 2016: Fangs Vs. Spurs
- 2017: Revenge of the Samurai Cop
- 2017: Syndicate Smasher
- 2017: High on the Hog (Big Daddy - Make America stoned again)
- 2019: Urban Myths

## TV (Auswahl)
- 2014–2017: Decker, 48 Folgen
- 2016: Day 5
- 2017: Wrecked - Voll abgestürzt, 1 Folge